# Ephemeris
Ephemeris Nuntii Latini Universi è una rivista online che si occupa di notizie di attualità in lingua latina e greca. Ha iniziato le sue pubblicazioni nel 2004 a Varsavia, su iniziativa di un gruppo di specialisti internazionali, capeggiati originariamente da Stanislaus (Stanislaw) Tekieli (1965-2020) in collaborazione con Albinus Flaccus (Daniel Dutoya), primo webmaster del sito. Successivamente, contribuirono alla gestione anche Herimannus Novocomensis (Ermanno Pizzotti) (1956-2015) e Lydia Ariminensis (Lidia Brighi). L'attuale direttore è Andreas Novocomensis (Andrea Pizzotti).
Ephemeris è organizzata come un quotidiano tradizionale suddiviso varie sezioni: notizie di attualità e di cultura, recensioni di libri e film, sport, scienza, gastronomia, una sezione di enigmistica in collaborazione con Hebdomada Aenigmatum, sezioni di poesia latina e greca. Il progetto di divulgazione delle lingue classiche di Ephemeris continua con un'intensa pubblicazione settimanale di articoli e contributi di generi molto diversificati. La rivista collabora inoltre con alcune delle più importanti associazioni di diffusione delle lingue classiche come Accademia Vivarium Novum, Latinitium, OpacaFronde, GrecoLatinoVivo, Europa Latina.
Gli autori degli articoli forniscono i loro contributi sotto pseudonimo latino: Andreas Novocomensis, Lydia Ariminensis (collaboratrice sia di Hebdomada Aenigmatum che di Onomata Kechiasmena), Herimannus Novocomensis, Stanislaus Tekieli, Nemo Oudeis, Iconoclastes,  Martinus Zythophilus, Nicolaus Gross, Johannes Teresi, Paulus Kangiser, Lucas Cupidus, Fabricius Manco, Marcus Flavius Asiaticus, Rufus Britannicus, Stephan Feye, Lucia Mattera, Mirkus Genuensis, Thomas Pedemontanus, Polytropos Comensis. Tutti gli autori sono internazionali e collaborano a titolo volontario.